# بوغزوان (عين البيضاء)
بوغزوان هي إحدى مشيخات المملكة المغربية، تتبع جغرافيا لعمالة فاس وإداريًا لعين البيضاء. يقدر عدد سكانها بـ 5088 نسمة حسب الإحصاء الرسمي للسكان والسكنى لسنة 2004.